# J-WAVE HOLIDAY SPECIAL
『J-WAVE HOLIDAY SPECIAL』（ジェイ・ウェーブ・ホリデー・スペシャル）は、J-WAVEが放送する長時間の特別番組の総称である。略称は『ホリスペ』。基本の放送枠は祝日・休日となる平日及び年末年始の9:00-17:55であり、18:00以降は通常編成に戻るがその他の特別番組を放送する場合もある。
ゴールデンウィーク期間中は『J-WAVE GOLDEN WEEK SPECIAL』（ジェイ・ウェーブ・ゴールデン・ウィーク・スペシャル）、年末年始は『J-WAVE YEAR END（NEW YEAR） SPECIAL』（ジェイ・ウェーブ・イヤー・エンド・スペシャル、年が改まってからは「ニュー・イヤー」）の各名称となる。
なお、番組が編成されると、通常とは異なる時間で『J-WAVE LIFE INFORMATION』がオンエアされ、なおかつ放送回数が減るため、17:55 - 18:00に必ず「TRAFFIC INFORMATION」と「HEADLINE NEWS」が編成されるようになっている。
このあとが特番の場合は19:55 - 20:00に再び「TRAFFIC INFORMATION」と「WEATHER INFORMATION」が編成されるようになっており、通常編成が敷かれた場合は、編成通りに放送される。

## HOLIDAY SPECIALの番組一覧
基本的にここでは、祭日の日中の枠で『J-WAVE HOLIDAY SPECIAL』として放送された番組を記載する。また便宜上、正式には別名称となるゴールデンウィークや年末年始の特別番組の一部も掲載する。J-WAVE LIVEのオンエアについてはJ-WAVE LIVE#放送の項、JFL系列へのネットがあった特番に関してはJAPAN FM LEAGUE#ネット番組の項もそれぞれ参照されたい。HOLIDAY SPECIALは1988年の開局時からあった枠であるが、20世紀の頃の内容はほとんどが不明である。

## J-WAVE CHRISTMAS SPECIAL
クリスマスイヴ前後の時期の特別番組の一部は、『J-WAVE CHRISTMAS SPECIAL』（ジェイウェーブ クリスマス スペシャル）として放送している。そのうち、沢木耕太郎 〜MIDNIGHT EXPRESS 天涯へ〜は1997年から毎年12月25日（24日深夜）に放送されている。
また、20世紀の頃は12月になると、毎年J-WAVEが選定したクリスマスのテーマソングが頻繁に流された。1992年はジェームズ・イングラムのオールウェイズ・ユー、1993年は渡辺貞夫のディス・ハート・ビロングス・トゥ・ユーであった。

## J-WAVE ANNIVERSARY SPECIAL
J-WAVE ANNIVERSARY SPECIAL（ジェイウェーブ・アニバーサリー・スペシャル）は、J-WAVEが放送する開局記念番組。

## J-WAVE SPRING SPECIAL
J-WAVE SPRING SPECIAL (ジェイウェーブ スプリング スペシャル)は、2016年3月に毎週日曜日の18時に1ヶ月間放送された特別番組。eighteen = 18歳をテーマに様々な内容の番組を放送する。
- 第1回 (3月6日） 18's MAP

ナビゲーター 秀島史香
ゲスト 坂本龍一、別所哲也、GAKU-MC、シンリズム（シンガーソングライター）
- 第2回（3月13日） 18〜CHANCE TO VOTE〜

ナビゲーター コムアイ（水曜日のカンパネラ）
ゲスト 鈴木哲夫
- 第3回（3月20日） 18's Aspiration

ナビゲーター 秀島史香
ゲスト 江村美咲（フェンシングJOCエントリーアカデミー所属）、千田健太、平沢大河、鬼塚雅、清水麻有（ラグビー女子日本代表） 他
- 第4回（3月27日） 18 BEAT

ナビゲーター ハマ・オカモト